# Frontoni del tempio di Asclepio a Epidauro
I frontoni del tempio di Asclepio a Epidauro costituiscono, insieme agli acroteri, la decorazione scultorea in marmo pentelico del piccolo tempio eretto tra il 380 e il 375 a.C. nel principale santuario dedicato ad Asclepio, tra quelli della Grecia propria e delle colonie.
I frammenti superstiti, conservati nel Museo di Epidauro e nel Museo archeologico nazionale di Atene, sono stati riuniti da Nicholas Yalouris ed esposti nel museo di Atene; malgrado la loro frammentarietà rappresentano il migliore esempio, quanto a conservazione, di sculture frontonali appartenenti al IV secolo a.C. e il momento culminante del manierismo postfidiaco, o stile ricco, nelle sue tendenze espressioniste.
Entrambi i frontoni si caratterizzano per una evidente drammaticità che si manifesta nelle composizioni intrecciate e nelle figure distorte, nei movimenti spiraliformi e nelle pose di tre quarti che tendono alla creazione dello spazio tridimensionale intorno alle figure.

## Storia

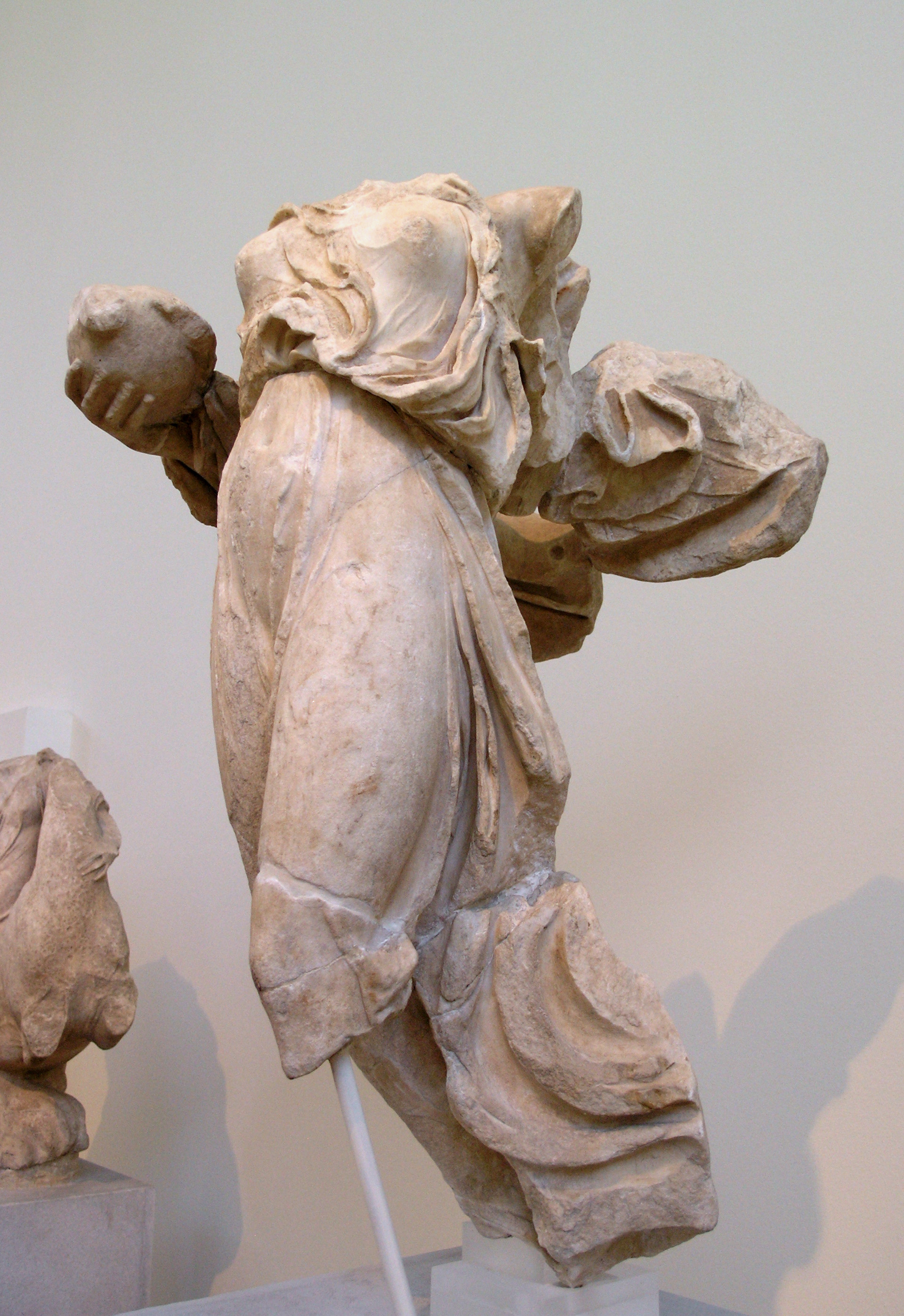
Epione, acroterio centrale del frontone occidentale del tempio di Asclepio a Epidauro. Atene, Museo archeologico nazionale 155.

L'iscrizione su lastra calcarea, rinvenuta negli scavi del tempio da Panagiotes Cavvadias nel 1885, che enumera le spese di costruzione per l'edificio (I.G. IV2 102), ha tramandato in parte i nomi degli scultori attivi alla decorazione dei frontoni e degli acroteri del tempio. Timoteo risulta essere l'esecutore di non meglio specificati rilievi, se questo è il reale significato della parola typoi, la quale viene invece interpretata da Nicholas Yalouris come "modelli", cioè bozzetti, indicando dunque una partecipazione più ampia di Timoteo alla progettazione della decorazione scultorea del tempio. È certo, in base al resoconto delle spese, che egli dovette eseguire gli acroteri che sormontavano uno dei due frontoni, che si ritiene più frequentemente essere quello occidentale. Il frontone orientale viene attribuito a Hektoridas, e i relativi acroteri a Teodoto, menzionato anche come architetto. Ancora privo di autore resta il frontone occidentale, il cui nome potrebbe essere quello non più leggibile a causa di una lacuna sulla lastra.

## Descrizione
Su ciascun frontone si distribuivano circa 20 figure, a rappresentare a ovest una animata Amazzonomachia, con un'amazzone centrale a cavallo circondata da gruppi di figure, fino ai due guerrieri sdraiati negli angoli (Atene, 4747 e 4492), e a est una Ilioupersis con figure più grandi rispetto a quelle presenti sul frontone opposto, ma di misura decrescente procedendo verso gli angoli, e la cui ricostruzione risulta maggiormente problematica.
Gli acroteri del frontone occidentale erano costituiti da due Aure, probabilmente opere della bottega di Timoteo, e da una figura centrale di Nike attribuita alla mano di Timoteo stesso. Il frontone orientale era sormontato ai lati da due Nikai giunte in stato frammentario, e da un gruppo centrale costituito probabilmente da Apollo (Atene, 4723) e Coronide, genitori di Asclepio.

## Stile

### Frontone occidentale

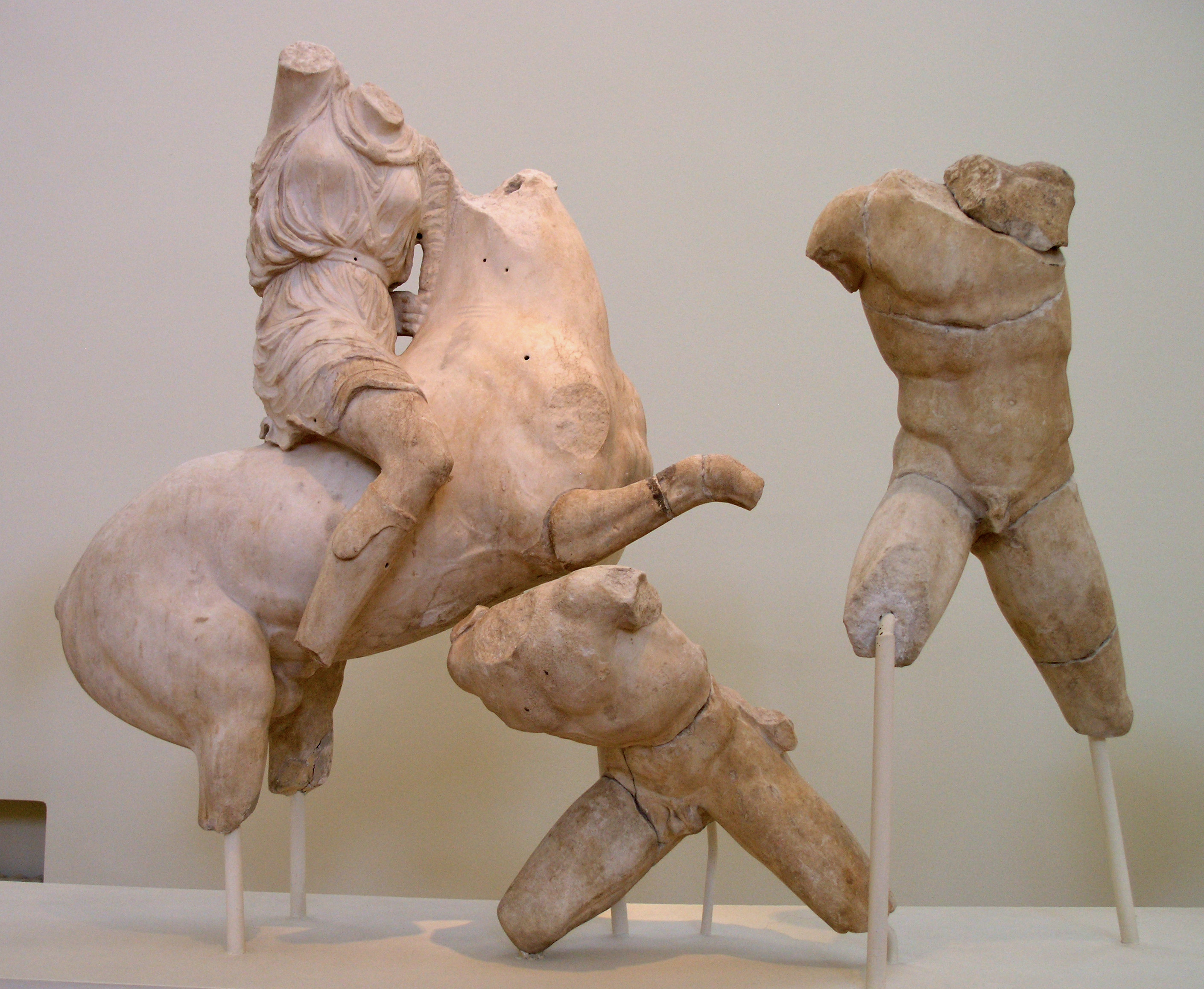
Dal frontone occidentale, gruppo centrale della Amazzonomachia. Atene, Museo archeologico nazionale 136, 151, 158A e 4757.

Nel frontone occidentale, quello sormontato dagli acroteri scolpiti da Timoteo, lo stile sembra aderire a quello diffuso nelle gigantomachie dipinte sui vasi ateniesi intorno al 400 a.C., che presentano tratti simili nelle pose, negli scorci e nelle sovrapposizioni delle figure, si vedano ad esempio la pelike del Museo archeologico nazionale di Atene 1333 e l'anfora del Louvre S1677. Il trattamento morbido della superficie marmorea è affiancato al ritmo frantumato tipico dello stile ricco. Le teste invece mantengono l'inespressività classica. Nella struttura dei corpi è rintracciabile quella tendenza alla posa di tre quarti e alla torsione che si ritroverà nelle opere attribuite a Skopas; esemplari in questo senso sono le due figure sdraiate agli angoli del frontone e in particolar modo la figura di destra, dove si evince lo stesso tipo di torsione che si ritrova nella Menade di Dresda.

### Frontone orientale
Nel frontone orientale il trattamento del corpo sembra seguire più da vicino la rigida schematizzazione policletea e un ritmo più compatto nel panneggio, il quale copre il corpo più che rivelarlo. Tra le figure identificate vi sono una Cassandra che si aggrappa al Palladio (Atene, 4680 e 4681) e Neottolemo che afferra Priamo per i capelli. L'espressione di terrore sul volto di quest'ultimo è un esempio dell'atteggiamento dello scultore verso l'espressione delle emozioni (Atene, 144).